# Anne Dorthe Tanderup
Anne Dorthe Tanderup, född 24 april 1972 i Århus, är en dansk tidigare handbollsspelare.

## Karriär
Tanderup inledde sin karriär i Brabrand IF i tioårsåldern och spelade i föreningen tills hon var 19 år och hon hade gjort debut i A-landslaget. Hon var sedan proffs i Hypo Niederösterreich under ett år och vann ett mästerskap i Österrike och Champions League med klubben. 1992 gick hon till Viborg HK och spelade där resten av sin karriär. Med Viborg HK vann hon 4 raka danska mästerskap 1994 till 1997 och vann 1994 EHF-cupen.

### Landslagskarriär
Anne Dorthe Tanderup debuterade i damlandslaget 13 februari 1991 mot Sverige med en vinst 19-16. Hon spelade 88 landskamper för Danmark. 1997 tvingades hon  avsluta karriären efter att ha ådragit sig en svår knäskada i VM 1997. Det var hennes tredje allvarliga knäskada i karriären. Hennes sista match i landslaget var VM-finalen 1997 mot Norge. Hon skadades i finalen men hann dessförinnan göra sex mål. Under sex år i landslaget gjorde hon 180 mål. Hon var också under flera år lagkapten i landslaget. Bland karriärens höjdpunkter fanns silver vid VM 1993, brons vid VM 1995, guld vid EM 1994, guld vid OS 1996 i Atlanta, guld vid EM 1996 samt guld vid VM 1997.

### Privatliv
2009 medverkade Anne Dorthe Tanderup i samtalsboken 'Verdens bedste mor' tillsammans med Anne Mette Rasmussen och Pernille Aalund. Boken er skriven av Line Baun Danielsen och kom ut på Förlaget Turbulenz. Tanderup bor 2019 i Lugano i Schweiz  med maken cyklisten Bjarne Riis. Makarna har fyra barn. Hon är nu utbildad dietist i  Danmark. Om priset för elitidrotten berättar hon i artikeln "Guldets Pris". Hon skrev sedan en bok om hur hon hittade tillbaka till ett sundare liv efter handbollskarriärens slut.

## Klubbar
- Brabrand IF (–1991)
- Hypo Niederösterreich (1991–1992)
- Viborg HK (1992–1998)

## Meriter
- OS-guld 1996 i Atlanta med Danmarks damlandslag i handboll
- VM Guld 1997, VM-silver 1993 och VM-brons 1995 med Danmarks damlandslag i handboll
- 2 EM-guld 1994 och 1996 med Danmarks damlandslag i handboll
- 4 DM-guld med Viborgs HK 1994,1995,1996. och 1997.
- EHF-cupen 1994 med Viborgs HK
- 1  Österrikiskt Mästerskap med Hypo Niederösterreich 1992
- Champions League med Hypo Niederösterreich 1992
- 1 silver i Champions League med Viborgs HK 1997